# Alfonso d'Aragona (1222)

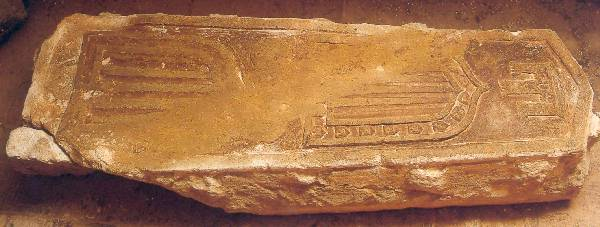
Lapide sepolcrale dell'infante Alfonso d'Aragona

Alfonso d'Aragona (1222 – Calatayud, 1260) è stato un principe catalano, erede al trono d'Aragona.

## Biografia

Stemma personale di Alfonso

Era figlio del re Giacomo I d'Aragona e della prima moglie Eleonora di Castiglia.
In quanto figlio primogenito, venne nominato erede al trono di Aragona nel 1228.
Nel 1229 il matrimonio tra i suoi genitori venne annullato formalmente per consanguineità. Suo padre si risposò sei anni dopo con la principessa Iolanda d'Ungheria, la quale mise al mondo altri dieci figli, di cui cinque maschi.
Il rapporto tra Alfonso e suo padre si deteriorò irrimediabilmente nel 1243, anno in cui il re redasse un secondo testamento che conferiva al primogenito il solo Regno d'Aragona mentre la Catalogna, le Isole Baleari e Valencia a Pietro, figlio avuto da Iolanda. Oltre ad avere solo una piccola parte del patrimonio paterno, Alfonso si sarebbe ritrovato la corona di un regno, quale  era l'Aragona, situato nell'entroterra della penisola iberica, senza alcuno sbocco sul mare e quindi l'impossibilità di sfruttare i commerci marittimi. La situazione tra padre e figlio peggiorò ulteriormente quando il re si dichiarò disposto a ridurre ulteriormente l'eredità di Alfonso a vantaggio dei figli cadetti Giacomo e Ferdinando, ambedue figli di Iolanda.
Nel 1250 Alfonso, appoggiato dal cugino Ferdinando III di Castiglia, si oppose a suo padre, guidando le truppe a Lleida per ridefinire i confini tra l'Aragona e la Catalogna: Lleida rimase in Catalogna e il fiume Cinca segnò il confine tra le due regioni.
La pace venne stipulata nel 1251 con la nomina a governatore generale di Alfonso e reggente dei territori del fratello minore, Ferdinando.
Il principe Alfonso era molto popolare in Aragona, mentre Pietro aveva l'appoggio della nobiltà catalana. La sua morte, anche se tragica, ha cambiato il corso della storia evitando una probabile guerra con il fratello Pietro dopo la morte del padre.

## Ascendenza
|                           |                         |                               | Genitori                     |  |  | Nonni |  |  | Bisnonni             |  |  | Trisnonni                            |  |
|                           |                         |                               |                              |  |  |       |  |  | Alfonso II d'Aragona |  |  | Raimondo Berengario IV di Barcellona |  |
|                           |                         |                               |                              |  |  |       |  |  | Alfonso II d'Aragona |  |  | Raimondo Berengario IV di Barcellona |  |
|                           |                         | Petronilla di Aragona         |                              |  |  |       |  |  | Alfonso II d'Aragona |  |  |                                      |  |
| Pietro II di Aragona      |                         |                               |                              |  |  |       |  |  | Alfonso II d'Aragona |  |  |                                      |  |
|                           |                         | Sancha di Castiglia           | Alfonso VII di León          |  |  |       |  |  |                      |  |  |                                      |  |
|                           |                         | Sancha di Castiglia           | Alfonso VII di León          |  |  |       |  |  |                      |  |  |                                      |  |
|                           |                         | Sancha di Castiglia           | Richenza di Polonia          |  |  |       |  |  |                      |  |  |                                      |  |
| Giacomo I d'Aragona       |                         | Sancha di Castiglia           |                              |  |  |       |  |  |                      |  |  |                                      |  |
|                           |                         | Guglielmo VIII di Montpellier | Guglielmo VII di Montpellier |  |  |       |  |  |                      |  |  |                                      |  |
|                           |                         | Guglielmo VIII di Montpellier | Guglielmo VII di Montpellier |  |  |       |  |  |                      |  |  |                                      |  |
|                           |                         | Guglielmo VIII di Montpellier | Matilda di Borgogna          |  |  |       |  |  |                      |  |  |                                      |  |
| Maria di Montpellier      |                         | Guglielmo VIII di Montpellier |                              |  |  |       |  |  |                      |  |  |                                      |  |
|                           |                         | Eudocia Comnena               | Isacco Comneno               |  |  |       |  |  |                      |  |  |                                      |  |
|                           |                         | Eudocia Comnena               | Isacco Comneno               |  |  |       |  |  |                      |  |  |                                      |  |
|                           |                         | Eudocia Comnena               | Irene Synadene               |  |  |       |  |  |                      |  |  |                                      |  |
| Alfonso d'Aragona         |                         | Eudocia Comnena               |                              |  |  |       |  |  |                      |  |  |                                      |  |
|                           | Sancho III di Castiglia | Alfonso VII di Castiglia      |                              |  |  |       |  |  |                      |  |  |                                      |  |
|                           | Sancho III di Castiglia | Alfonso VII di Castiglia      |                              |  |  |       |  |  |                      |  |  |                                      |  |
|                           | Sancho III di Castiglia | Berengaria di Barcellona      |                              |  |  |       |  |  |                      |  |  |                                      |  |
| Alfonso VIII di Castiglia | Sancho III di Castiglia |                               |                              |  |  |       |  |  |                      |  |  |                                      |  |
|                           |                         | Bianca Garcés di Navarra      | García IV Ramírez di Navarra |  |  |       |  |  |                      |  |  |                                      |  |
|                           |                         | Bianca Garcés di Navarra      | García IV Ramírez di Navarra |  |  |       |  |  |                      |  |  |                                      |  |
|                           |                         | Bianca Garcés di Navarra      | Margherita de l'Aigle        |  |  |       |  |  |                      |  |  |                                      |  |
| Eleonora di Castiglia     |                         | Bianca Garcés di Navarra      |                              |  |  |       |  |  |                      |  |  |                                      |  |
|                           |                         | Enrico II d'Inghilterra       | Goffredo V d'Angiò           |  |  |       |  |  |                      |  |  |                                      |  |
|                           |                         | Enrico II d'Inghilterra       | Goffredo V d'Angiò           |  |  |       |  |  |                      |  |  |                                      |  |
|                           |                         | Enrico II d'Inghilterra       | Matilde d'Inghilterra        |  |  |       |  |  |                      |  |  |                                      |  |
| Eleonora d'Inghilterra    |                         | Enrico II d'Inghilterra       |                              |  |  |       |  |  |                      |  |  |                                      |  |
|                           |                         | Eleonora d'Aquitania          | Guglielmo X d'Aquitania      |  |  |       |  |  |                      |  |  |                                      |  |
|                           |                         | Eleonora d'Aquitania          | Guglielmo X d'Aquitania      |  |  |       |  |  |                      |  |  |                                      |  |
|                           |                         | Eleonora d'Aquitania          | Aénor di Châtellerault       |  |  |       |  |  |                      |  |  |                                      |  |
|                           |                         | Eleonora d'Aquitania          |                              |  |  |       |  |  |                      |  |  |                                      |  |